# Wude (Longzhou)
Wude (chinesisch 武德乡, Pinyin Wǔdé xiāng) ist eine Gemeinde im Südwesten der Volksrepublik China. Sie gehört zum Verwaltungsgebiet des Kreises Longzhou, der seinerseits der bezirksfreien Stadt Chongzuo im Autonomen Gebiet Guangxi der Zhuang unterstellt ist. Die Gemeinde Wude verwaltet ein Territorium von 204 Quadratkilometern mit einer Gesamtbevölkerung von 20.261 Personen im Jahre 2015. Die Bevölkerungszählung des Jahres 2000 hatte eine Gesamtbevölkerung von 17.712 Personen in 4154 Haushalten ergeben, davon 9203 Männer und 8509 Frauen. Die Bevölkerung besteht vorwiegend aus Zhuang.
Wude liegt im Nordwesten des Kreises Longzhou und grenzt im Osten an Jinlong und Zhubu, im Westen an Shuikou, im Süden an Shanglong und im Norden an Vietnam  (Provinz Cao Bằng). Das Relief ist vor allem bergig bis hügelig und fällt von Westen nach Osten ab. Die wichtigsten Berge sind der Batingling Shan und der Baotai Shan. Wude verfügt über 21,1 Quadratkilometer Ackerland und ein mildes subtropisches Klima mit genügend Niederschlag und Sonnenstunden bei einer Jahresdurchschnittstemperatur von etwa 21 °C. In Wude werden vor allem Zuckerrohr, Nassreis, Mais und Obst angebaut. Die wichtigsten Industriebetriebe Wudes sind in der Nahrungsmittelherstellung tätig. Durch seine Lage an Provinzstraße S325 sowie durch seine Bildungs- und medizinische Infrastruktur hat Wude eine regionale Bedeutung. Der größte Anziehungspunkt für Besucher ist das Dorf der schönen Frauen in Shuangmeng (金龙美女村).
Wude gehörte bis 1950 zur Gemeinde Shangjin und wurde 1951 als Bezirk Wude ausgegliedert. Im Jahre 1958 wurde Wude mit einigen Nachbargemeinden zur Volkskommune Wude verschmolzen. Im Jahre 1986 wurde die Gemeinde Wude wiederhergestellt. Wude ist heute auf Dorfebene in acht Dörfer untergliedert: Sanlian (三联村), Jingwei (精威村), Baowei (保卫村), Nonggan (农干村), Kejia (科甲村), Qunhe (群合村), Jinmei (近梅村), Wude (武德村). Diese fassen 71 dörfliche Siedlungen zusammen.